# Tommarpsrevyn
Tommarpsrevyn var en traditionell nummerrevy i två akter som årligen (i mars månad) spelades på Tommarps bygdegård i Östra Tommarp på Österlen. Revyn har anor sedan 1930-talet och spelades, med få undantag, årligen mellan 1953 och 2015.
En tradition från slutet på 1990-talet var att en eller flera kända gästartister medverkade i revyn, exempel på gäster genom åren kan nämnas : Adde Malmberg, Kryddan Peterson, Sonja Aldén, Beatrice Järås, Lotta Thorell, Berit Carlberg, Hans-Peter Edh, Mikael Neumann, Tommy Juth, Håkan Brinck, Ann-Louise Hanson m.fl. 
Revyn 2015 spelades på Teaterbiografen Grand i Simrishamn med Håkan Brinck som gäst. 
Efter revyn 2015 lades revyverksamheten ned och föreningen avvecklades under 2016.